# Pertti Purhonen
Pertti Purhonen (n. 14 februarie 1942, Helsingfors, Finlanda – d. 5 februarie 2011, Borgå, Finlanda) a fost un boxer ce a reprezentat Finlanda, medaliat olimpic. A participat la o ediție a Jocurilor Olimpice (1964) în care a câștigat o medalie de bronz.

## Participări
Lista de mai jos prezintă principalele competiții la care a participat Pertti Purhonen de-a lungul carierei.
- boxing at the 1964 Summer Olympics – welterweight[*]